# Proechimys trinitatis
Proechimys trinitatis är en däggdjursart som först beskrevs av J. A. Allen och Chapman 1893.  Proechimys trinitatis ingår i släktet Proechimys och familjen lansråttor. Inga underarter finns listade i Catalogue of Life.
Denna gnagare förekommer i norra Venezuela samt på ön Trinidad. Den lever i låglandet och i bergstrakter upp till 1300 meter över havet. Arten vistas i regnskogar och i andra städsegröna skogar samt i områden nära vattenytor som liknar marskland. Det ska alltid finnas några träd i utbredningsområdet.
Individerna är aktiva på natten och de äter frön, frukter, några blad samt insekter. När honan inte är brunstig lever varje individ ensam. Revir av olika kön överlappar varandra. På Trinidad är reviret i genomsnitt 0,17 hektar stort.